# 炎のランナー (曲)
『炎のランナー』（ほのおのランナー、Chariots of Fire、チャリオッツ・オブ・ファイア）は、1981年の映画『炎のランナー』のテーマ曲としてヴァンゲリスが作曲・制作したインストゥルメンタル曲である。多くのアーティストによりカバーされ、様々なテレビ番組やスポーツイベントで使用されている。

## 概要
この映画のサウンドトラックアルバムでは"Titles"（タイトルズ）というタイトルになっていた。1981年にシングルカットされたときも"Titles"としてリリースされ、1981年12月12日週のBillboard Hot 100（全米チャート）に94位でランクインしたときにもこのタイトルで掲載されている。その7週間後の1982年1月30日週ランキングで68位にランクインしたときには、作品の特定がしやすいように、映画と同じ"Chariots of Fire"というタイトルに変更された。
AllMusicによれば、Billboard Hot 100では"Chariots of Fire - Titles"と表示され、同社の別のチャートであるアダルト・コンテンポラリーでは単に"Chariots of Fire"と表示されていた。1989年にCDリリースされたときの曲名は"Chariots of Fire"だった。

## 盗作疑惑
ヴァンゲリスと同じギリシャ出身の作曲家スタブロス・ロガリディスは、『炎のランナー』は自身の作品"City of Violets"を盗作したものだとしてヴァンゲリスを訴えた。ヴァンゲリスは法廷で、『炎のランナー』を作曲する前にロガリディスの作品を聞く機会はなかったこと、また、2つの作品の類似点として挙げられた"F-G-A-G"のコード進行は音楽界で一般的なものであり、"City of Violets"発表以前にヴァンゲリスが作曲した作品の中でも使っていたことを示して、ヴァンゲリスが勝訴した。

## ランキング
『炎のランナー』はBillboard Hot 100で1981年12月から1982年5月まで順調にランクを上げていった後、ランクイン22週目で1位となった。ギリシャ出身アーティストの作品が全米チャート1位となったのは、この作品が唯一である。
オーストラリアのチャートでも64週間ランクインを続け、最高位は21位だった。イギリスでは、シングルが最高12位、アルバムが最高5位で、107週間ランクインを続けた。
ビルボードのクラシック・デジタル・ソングス・チャートでは、2012年に3位、2014年に18位、2015年に16位を記録した。
| チャート（1981年 - 1982年）          | 最高順位 |
| ------------------------------------ | -------- |
| オーストラリア (Kent Music Report)   | 21       |
| ベルギー (Ultratop 50 Flanders)      | 13       |
| カナダ (RPM Canada Top Singles)      | 4        |
| アイルランド (IRMA)                  | 15       |
| オランダ (Dutch Top 40)              | 12       |
| ニュージーランド (Recorded Music NZ) | 8        |
| 南アフリカ（Springbok Radio）        | 3        |
| イギリス (Official Charts Company)   | 12       |
| Billboard Hot 100                    | 1        |
| Billboard Adult Contemporary         | 1        |
| Cash Box Top 100                     | 1        |

| チャート（1982年）                 | 順位 |
| ---------------------------------- | ---- |
| オーストラリア (Kent Music Report) | 43   |
| カナダ                             | 39   |
| ニュージーランド                   | 37   |
| アメリカ Billboard Hot 100         | 12   |
| アメリカ Cash Box                  | 10   |

## ミュージックビデオ
ミュージックビデオは、ヴァンゲリスがコンサートホールでピアノと打楽器を演奏する様子、ヴァンゲリスがレコーディングスタジオでシンセサイザーを演奏する様子と、映画『炎のランナー』のカットから構成されている。

## カバー
この曲は、様々なアーティストによりカバーされている。ジョン・ウィリアムズとボストン・ポップス・オーケストラによるオーケストラ・バージョン、シャドウズによるエレキギター・バージョン、リチャード・クレイダーマンによりピアノ・バージョン、ゲオルゲ・ザンフィルによるパンフルート・バージョン、ザ・バッド・プラスによるジャズバージョンなどである。
古くからのヴァンゲリスの盟友であるジョン・アンダーソンが歌詞をつけて"Race to the End"という曲にし、アンダーソン自身のほか、メリサ・マンチェスター、ジェーン・オリヴァー、ラッセル・ワトソン、ローラ・ライト、ミレイユ・マチュー、デミス・ルソス（元・アフロディテス・チャイルド）、トレーシー・ホヮン（黃鶯鶯）らが歌っている。

## 他のメディアでの使用
この曲は、様々な映画、テレビ番組、コマーシャルなどにおいて、走る様子をスローモーションで流しているシーンや、スポーツに関するパロディで使用されることが多い。
1984年1月24日にAppleのスティーブ・ジョブズが行った初代Macintoshの技術デモンストレーション・イベントや、発売100日記念の記者会見において、この曲が使用された。

### オリンピック
BBCは、1984年ロサンゼルスオリンピックと1988年ソウルオリンピックの中継のテーマ曲としてこの曲を使用した。1984年サラエボオリンピックのテーマ曲としても使用され、1996年アトランタオリンピックでは、男子100メートル競歩決勝のスタート前にこの曲が流された。
2012年ロンドンオリンピックでは、この曲が様々な場面で使用された。テストイベントとしてオリンピック・パークで行われたミニマラソンでは、ランナーがオリンピック・スタジアムに入る際にこの曲が流された。また、この曲のリミックスが、各競技の表彰式において流された。開会式では、映画『炎のランナー』冒頭部のセント・アンドリュースのウエストサンド沿いをランナーたちが走る有名なシーンが上映され、サイモン・ラトル指揮ロンドン交響楽団によってテーマ曲が演奏された。また、ロンドン交響楽団の一員として紛れ込んでいたMr.ビーン（ローワン・アトキンソン）が、スクリーンに映る映像にも登場してハプニングを引き起こすというコミカルな演出がなされた。

### その他
1983年の映画『ホリデーロード4000キロ』、2003年の映画『ブルース・オールマイティ』、2005年の映画『マダガスカル』でこの曲が使用されている。
レースゲーム『グランツーリスモ7』において、ワールドGTシリーズ選手権レースの入場直前にこの曲が流れる。
1983年にコナミから発売された、オリンピックをモチーフにしたアーケードゲーム『ハイパーオリンピック』では、アトラクト（デモ）画面やネームエントリー時のBGMとしてこの曲が流れる。